# Semaeopus zova
Semaeopus zova är en fjärilsart som beskrevs av William Schaus 1901. Semaeopus zova ingår i släktet Semaeopus och familjen mätare. Inga underarter finns listade i Catalogue of Life.